# Cerro Colorado Pariacaca
Cerro Colorado Pariacaca es un caserío peruano ubicado en el distrito de Huancabamba, perteneciente a la provincia homónima del departamento de Piura, al norte del Perú. 

## Ubicación
Cerro Colorado Pariacaca se ubica al noreste de la provincia de Huancabamba, en el distrito de Huancabamba, en el departamento de Piura.

## Demografía
En 2017 Cerro Colorado Pariacaca tenía una población de 224 habitantes.
| Gráfica de evolución demográfica de Cerro Colorado Pariacaca entre 1993 y 2017 |
|                                                                                |
| Fuentes: Población 1993 y 2017                                                 |